# Tekit (kommun)
Tekit är en kommun i Mexiko.   Den ligger i delstaten Yucatán, i den östra delen av landet, 1 000 km öster om huvudstaden Mexico City. Antalet invånare är 9 885. Arean är 220 kvadratkilometer.
Terrängen i Tekit är mycket platt.
Följande samhällen finns i Tekit:
- Tekit